# 劉青 (香港)
劉青（英語：Liu Qing），香港民主黨黨員，民主黨帝怡社區主任，曾參加2019年香港區議會選舉沙田區議會帝怡選區區議員。

## 2019年香港區議會選舉
2018年選舉管理委員會因應原有碧湖及廣康選區在2019年的預計人口均會超出法例許可的上限，故增加新選區吸納超出的人口。並建議由原屬廣康選區的帝堡城及綠怡雅苑，以及原屬碧湖選區碩門邨第二期，三者合組為新選區「帝怡」，使各選區人口調整到法例許可幅度之內。由於兩地並非位於同一水平，而原有兩個選區區議員皆屬民建聯，有關劃界被指不利其他政團。諮詢時接獲反對，但基於未能有其他可行方案，諮詢結果維持原有計劃，劃出此選區。
2019年區議會選舉，議席分別由民建聯成員林港坤、任職王屋選區時任議員黎梓恩助理的沙田區政成員謝潔泳、以及民主黨成員劉青競逐。
其中謝潔冰早於2018年11月，房屋署開始預先編配碩門邨第二期住宅單位時，在此選區展開社區服務；而劉青則於翌年春季，碩門邨第二期入伙後開始社區服務，民主黨批評沙田區政未有按民主動力既定的協調機制派員參選、謝潔冰的師父黎梓恩支持黃嘉浩參選北區祥華選區與其成員陳旭明對撼，以及沙田區政及其聯盟組織區政聯盟是次選舉中在新界東的參選規模遠超越其黨，堅持應由劉青代表民主派出選此選區。
直到提名期展開時，劉青率先報名參選，沙田區政亦邀請民主黨，希望能仿效較早前鞍泰、愉城及馬鞍山市中心三個選區的安排，雙方能共同參與民主派候選人初選，由當區支持民主派的選民決定誰能代表民主派出選此選區，惟民主黨方面卻未有理會。最終民建聯林港坤以約四成四得票率，不足300票之差擊敗謝潔冰當選；惟謝劉兩者合計，得票還要比林港坤多出接近600票。由於其他沙田區議會選區的建制派候選人均告落選，林港坤更因此成為該屆沙田區議會任期中，唯一一位屬建制派陣營的民選議員。
| 政党   | 政党     | 候选人    | 票数  | %     | ±      |
| ------ | -------- | --------- | ----- | ----- | ------ |
|        | 沙田區政 | ①. 謝潔泳 | 1,666 | 37.70 | 不適用 |
|        | 民建聯   | ②. 林港坤 | 1,923 | 43.52 | 不適用 |
|        | 民主黨   | ③. 劉青   | 830   | 18.78 | 不適用 |
| 多数票 | 多数票   | 多数票    | 257   | 5.82  | 不適用 |

## 爭議
2019年區議會選舉後，民主派支持者一致地猛烈抨擊劉青以及推薦出選的民主黨立法會議員林卓廷，兩者執意決定出選此選區乃「鎅票」行為，在民主派的票源被分薄之下，建制派「漁人得利」，導致民主派未能全面控制沙田區議會的所有民選議席。部份該區街坊亦發起網上聯署行動，要求民主黨及民主動力就此事作出交代並向選民道歉，以及就民主派區選聯盟的機制缺陷作出改革，杜絕偏袒大型政黨可獲優先派員參選權的情況。其後林卓廷亦於聯署行動發起後不久拍攝短片，就此事向各方表達至誠歉意；至於民主動力召集人趙家賢則表示自己曾打算拒絕為民主動力簽署支持同意書予劉，最終因該組織的執委召開特別會議，動議要求趙必須簽署有關支持同意書並獲得通過，才就此作罷。

## 外部連結
- 劉青Facebook專頁（页面存档备份，存于）